# LAROM
El sistema de cohetes de largo alcance LAROM es un sistema de armas hecho en Rumania con base en un camión de marca DAC-25360, de tracción 4x4, que monta en su chasis un par de afustes LAR-160, los cuales son actualmente hechos para reemplazar al sistema BM-21 Grad de manufactura soviética.

## Historia
El sistema de cohetes LAROM es un desarrollo local de la empresa rumana Aerostar, hecha como un reemplazo del sistema BM-21 Grad soviético/ruso; que lleva montado un lanzador LAR-160, pero que usa los sistemas de control del modelo soviético, pero se usan los cohetes del sistema israelí, con un mayor alcance y poder destructivo. Su entrada en servicio se da en el año 2002, siendo apenas unas 20 unidades las que actualmente se encuentran operativas. Al ser una mejora del sistema Grad, no tiene grandes avances significativos, salvo el de estar adecuado para utilizar munición estándar de la OTAN.
Sus cohetes son de calibre 122 mm o 160 mm, siendo posible recalibrarlo con solo reemplazar los tubos lanzadores, sin ser muy traumático y así reduce el coste logístico de operación del citado sistema en batalla. El chasis en el que se basa, un camión DAC-25460; deviene del usado del sistema similar APRA-40, un prototipo de desarrollo local del sistema "Grad" pero montado en un camión de fabricación rumana.

## Usuarios
- Rumania - 48 Unidades actualmente en servicio.[5]

### Desarrollos relacionados
- BM-21 Grad
- LAR-160

### Armas similares
- LAR-160
- / TAM VCLC
- Astros II
- Cohete Rayo
- SLM FAMAE
- HIMARS
 MLRS
- / RM-70
- / WR-40 Langusta
- Lanzacohetes múltiple "Teruel"
- / BM-21 Grad
 / BM-30
- / Katyusha
- TOS-1
- // M-63 Plamen
// M-77 Oganj
 // M-87 Orkan